# Рукав Урив
Рукав Урив — річка-стариця в Україні, у Калуському районі Івано-Франківської області. Ліва притока Бережниці, (басейн Дністра).

## Опис
Довжина річки 10 км, похил річки 2,2 м/км, площа басейну водозбору 24 км². Формується фільтрацією, безіменними струмками та притокою з Лімниці (під час повеней). Колишній рукав-річка ще до Першої світової війни (внаслідок перекриття рукава дамбою задля опанування повеней) перетворений на невеличкий струмок, тож він став притокою стосовно річки Бережниця, басейн Уриву обмежується північними околицями села Новиця. Внаслідок будівництва обвідного каналу Бережниці в 1970-х роках довжина Уриву скоротилася на 5 км.

## Розташування
Бере початок між селами Берлоги і Новиця за рахунок фільтрації води з Лімниці і стоку зі схилів, тече переважно на схід повз села Новицю і Підмихайля, де на південній околиці села впадає у річку Бережницю, праву притоку Лімниці.